# Vezeklés
A vezeklés vagy penitencia (latin: paenitentia) olyan vallási cselekedetek összessége, amelyet az elkövetett bűnök megbánásából hajtanak végre, valamint a katolikus, evangélikus, ortodox és antikhalkédóni egyházakban a bűnbánat szentségének alternatív neve.
Azon önsanyargató cselekmények neve, amelyeket a bűnnel megbántott Isten vagy istenség kiengesztelése, a büntetés elengedése céljából végeznek a bűnbánók. Egyes gyakorlatai a hindu, buddhista, kínai (taoista) és muszlim vallásokban is használatosak.

## Katolicizmus
Már Tertullianus említi a vezeklés módjai közül a böjtöt, virrasztást, az életigények lefokozását, az önmegalázást, a püspöknek és a híveknek megkérlelését. Ezekhez járulnak: a kitartó imádság, alamizsnaadás, a szent helyekre való zarándoklás. A középkorban lett szokássá az önostorozás, az önkínzó eszközök (cilicium) viselése.
A régi egyházi életben fegyelmi eszköz is volt. A bűnei miatt az egyházból kizárt ember köteles volt a rá kimért vezeklést elszenvedni.

### Keleti katolikus kánonjog
A nyilvános vezeklésnek négy fokozata volt: 
- a sírók (proschlaiontes, flentes); őket még nem engedték be a vezeklésbe; nagy bűnösök voltak, akiknek a gyülekezeten kívül kellett megvárniuk a felvételüket. Miután befogadták őket, bűnbánó „hallgatók” lettek
- hallgatók (achrooeenoi, audientes); a leckék és a homília befejezéséig segédkeztek az istentiszteleten,
- térdelők (lat. genuflectentes v. substrati), vezeklésük egész ideje alatt a templomban térdeltek és már az egyházhoz tartozóknak tekintettek, s mint ilyenek a papok és hívek könyörgéseiben és jótéteményeiben részesültek;
- együttállók (lat. consistentes), az istentiszteleten jelen lehettek, de áldozáshoz nem bocsátattak.

Ezek a különböző időszakok összesen három, öt, tíz, tizenkét vagy tizenöt évet tettek ki, a bűnök súlyosságától függően.
Feloldozásuk ünnepélyesen nagycsütörtökön ment végbe. A vezeklési idő az egyes fokozatokban az ún. Libri poenitentialesben („bűnbánó könyvek”) volt világosan meghatározva.

## Híres nyilvános vezeklések
- I. Theodosius
- I. (Jámbor) Lajos császár
- IV. Henrik Canossa-járása
- II. Henrik király Thomas Becket (Canterburyi Tamás) meggyilkolása után